# Danmark i olympiska sommarspelen 1900
Danmark deltog med 13 deltagare vid de olympiska sommarspelen 1900 i Paris. Totalt vann de sex medaljer och slutade på tionde plats i medaljligan. Utöver de medaljörer som listas nedan så vann även de tre dragkamparna Edgar Aabye, Eugen Schmidt och Charles Winckler guldmedalj i dragkamp i ett kombinerat lag med tre svenskar.

## Medaljer

### Guld
- Lars Jørgen Madsen - Skytte, 300 m frigevär stående

### Silver
- Anders Peter Nielsen - Skytte, 300 m frigevär knästående
- Anders Peter Nielsen - Skytte, 300 m frigevär liggande
- Anders Peter Nielsen - Skytte, 300 m frigevär tre positioner

### Brons
- Ernst Schultz - Friidrott, 400 m
- Peder Lykkeberg - Simning, undervattenssimning